# Хаммарбю каналь (станция метро)
Хаммарбю Каналь (швед. Hammarby Kanal) - проектируемая станция синей линии Стокгольмского метрополитена строительство которой начнётся в 2018 году, а открытие состоится в 2025 году в участке Кунгстрэдгорден — Накка Сентрум. Расположена станция между Софиа до которой примерно 1 км и Сиккла до которой 1,2 км.
Будет у станции два выхода — один северный к улицам Льустерёгатан (швед. Ljusterögatan) и Метаргатан (швед. Metargatan), рядом проходят маршруты автобусов:59 и 76. Южный к улицам Хаммарбю алле (швед. Hammarby alle) и к парку Лума (швед. Lumaparken), рядом проходят маршруты автобусов: 74 и 96, также у выхода остановка линии трамвая Tvärbanan.